# 阿爾邦
阿爾邦（德語：Arbon）是瑞士圖爾高州的一个市镇，位於該國東北部，面積5.94平方公里，海拔高度402米，2011年人口13,647，其中信奉羅馬天主教和基督教的居民各佔三成。

## 外部連結
- Arbon
- City of Arbon